# Trimbak
Trimbak (Marathi: त्रिंबक) ist eine etwa 13.000 Einwohner zählende Kleinstadt im Distrikt Nashik im indischen Bundesstaat Maharashtra. Hier steht einer der 12 Jyotirlinga-Tempel Indiens.

## Lage
Trimbak liegt in einer waldreichen Region im Norden der Westghats nahe der Godavari-Quelle in einer Höhe von ca. 725 m. Die Distrikthauptstadt Nashik befindet sich ca. 29 km (Fahrtstrecke) östlich. Wegen der Höhenlage ist das Klima gemäßigt; Regen fällt vor allem in der sommerlichen Monsunzeit.

## Bevölkerung
Offizielle Bevölkerungsstatistiken werden erst seit 1991 geführt und regelmäßig veröffentlicht. Der anhaltende Anstieg der städtischen Bevölkerungszahlen beruht im Wesentlichen auf der Zuwanderung von Familien aus dem Umland.
| Jahr      | 1991  | 2001  | 2011   |
| Einwohner | 7.883 | 9.804 | 12.056 |

Die Bevölkerung besteht zu ca. 96,5 % aus Hindus und zu knapp 3,5 % aus Moslems; andere Religionen spielen auf dem Lande kaum eine Rolle. Der männliche Bevölkerungsanteil ist um ca. 5 % höher als der weibliche.

## Wirtschaft
Die Landwirtschaft bildet seit Jahrhunderten die Grundlage des (Über-)Lebens in der regen- und waldreichen Gebirgsregion, aber schon seit alten Zeiten spielt der innerindische Pilgertourismus ebenfalls eine wichtige Rolle als Einnahmequelle.

## Geschichte
Der Ort und die Region ist voll von religiösen Legenden und Mythen; er lag zumeist außerhalb des territorialen und politischen Interesses der regionalen und überregionalen Mächte, doch wurde der Haupttempel während der Herrschaftszeit des Großmoguls Aurangzeb zerstört. Ein im 15. Jahrhundert auf dem Gebiet des heutigen Bundesstaats Telangana gefundener blauer Diamant (Nassak Diamond) wurde dem Trimbakeshwara-Tempel geschenkt, doch im 19. Jahrhundert von den Briten gestohlen; er befindet sich heute in den USA.

## Sehenswürdigkeiten

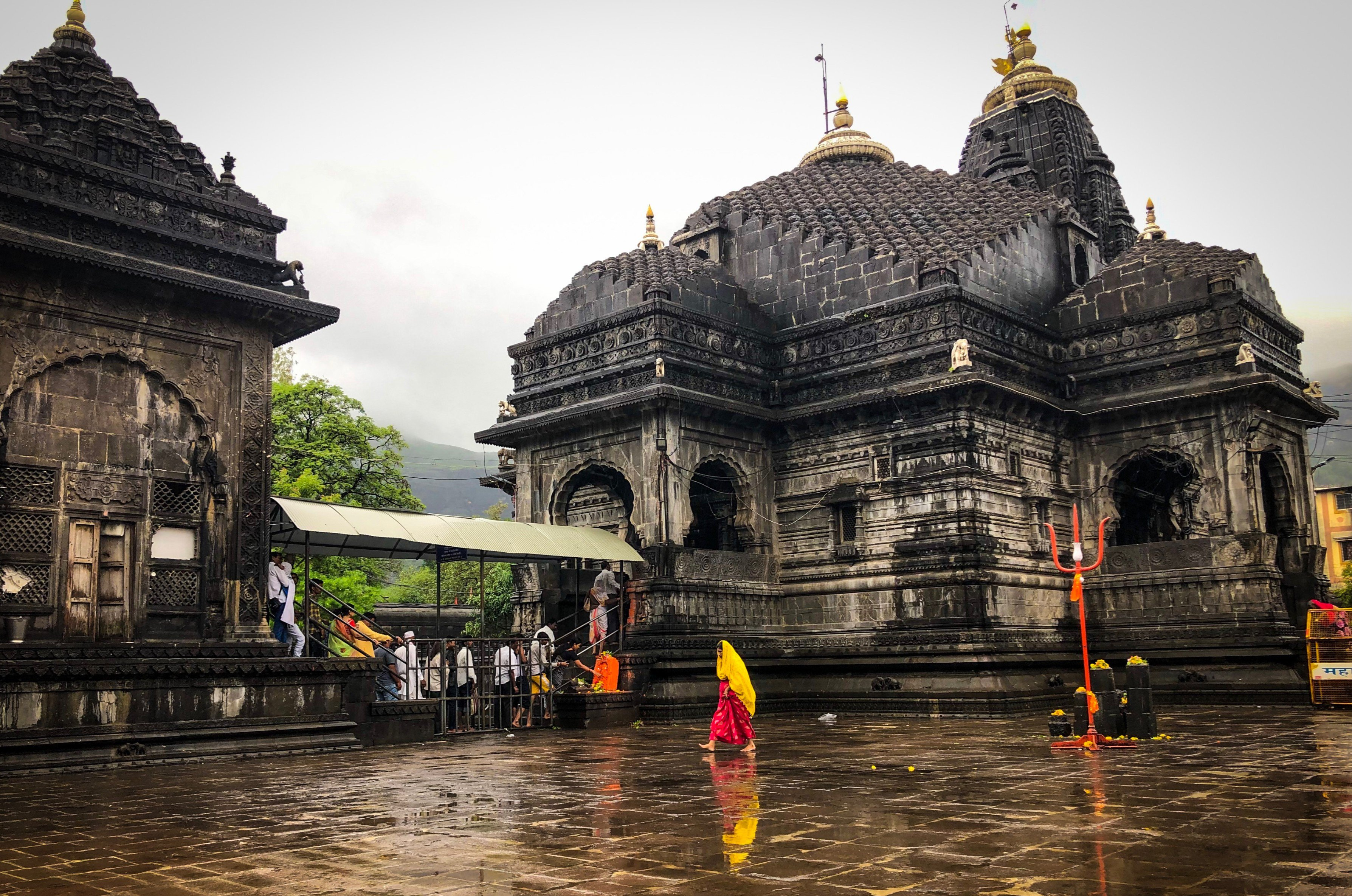
Trimbakeshwara-Tempel

- Wichtigste Sehenswürdigkeit ist der mitten im Ort gelegene und erhöht auf einem Sockel ruhende Trimbakeshwara-Shiva-Tempel. Der hier verehrte Lingam-Stein ist mit Bildreliefs der Hindu-Götter Brahma, Shiva und Vishnu versehen; überdies ist er mit einer sagenhaft alten edelsteinbesetzten Krone geschmückt. Der heutige Tempelbau wurde um die Mitte des 18. Jahrhunderts von Balaji Baji Rao, einem Peshwa der Marathen in Auftrag gegeben; seine Architektur zeigt einige islamische Einflüsse (z. B. Vielpassbögen an den Eingängen), außerdem fehlt jeder figürliche Bildschmuck im Äußeren. Das Dekor des Shikhara-Turmes über der Cella (garbhagriha) besteht überwiegend aus hunderten übereinander gestapelter kalasha-Krüge.
- Gegenüber dem Eingang zum Haupttempel befindet sich ein gesonderter Schrein für den Nandi-Bullen, das Reittier (vahana) Shivas.
- Ein Tempelteich (kund) dient den Pilgern zur Reinigung von Körper und Geist.
- In der Umgebung des Tempels befinden sich mehrere Ashrams und Samadhis.

## Feste
Alle 12 Jahre wird hier und in Nashik das Kumbh-Mela-Fest begangen.